# Suramericano de Natación de 2004 - 200 m. Combinado Masculino
La prueba de 200 m combinado masculino del campeonato sudamericano de natación de 2004 se realizó el 27 de marzo de 2004, el tercer día de competencias del campeonato. Dos nadadores lograron la marca clasificatoria para los Juegos Olímpicos de Atenas 2004.

## Medallistas
| Evento          | Oro                                      | Plata                             | Bronce                                 |
| --------------- | ---------------------------------------- | --------------------------------- | -------------------------------------- |
| 200 m combinado | Thiago Pereira · Brasil · 2:00.19. RC RS | Lucas Salatta · Brasil · 2:05.32. | Francisco Picasso · Uruguay · 2:09.41. |

RC:Récord de Competición.
RS:Récord Suramericano.

## Resultados
| Posición | Carril | Nadador           | Tiempo             |
| -------- | ------ | ----------------- | ------------------ |
| 1        | 5      | Thiago Pereira    | 2:00.19. RC RS MCO |
| 2        | 1      | Lucas Salatta     | 2:05.32. MCO       |
| 3        | 4      | Francisco Picasso | 2:09.41.           |
| 4        | 3      | Diego Bonilla     | 2:10.30.           |
| 5        | 7      | Leopoldo Andara   | 2:10.40.           |
| 6        | 6      | Ramiro Palmar     | 2:11.23.           |
| 7        | 2      | Gianmarco Mosto   | 2:13.40.           |
| 8        | 8      | Marcos Burgos     | 2:13.77.           |

MCO: Marca Clasificatoria a Olímpicos.